# 見近島
見近島（みちかじま）は、愛媛県今治市の芸予諸島に位置し、伯方島と大島の間の無人島である。

## 概要
伯方島との間に伯方橋、大島との間に大島大橋が架かり（瀬戸内しまなみ海道：伯方・大島大橋）、歩行者・自転車は橋上から島に降りることが出来る。
また、島内にはキャンプ場(無料)が整備されている。
前記のとおり、同島には徒歩か自転車、原付バイクでしか入れないため穴場的な人気がある。
橋脚建設のため発掘調査したところ、大量の陶器片などが発見され、同島がかつて能島村上氏の流通における中継拠点であったことが分かった。
この貴重な発見により愛媛県教育委員会が遺跡を保存すべく、本州四国連絡橋公団(当時)と交渉した結果、この遺跡を跨ぐ形で橋脚を両脇に2本建設することになった。
- 見近島キャンプ場付近より北西方向（上浦町方面）の眺望（2008年2月撮影）
- 見近島（西瀬戸自動車道伯方・大島大橋の橋脚が立つ島）を空撮